# Noah Naujoks
Noah Naujoks, né le 2 mai 2002 à Oud-Beijerland aux Pays-Bas, est un footballeur néerlandais qui évolue au poste de milieu offensif à l'Excelsior Rotterdam.

## Biographie

### En club
Né à Oud-Beijerland aux Pays-Bas Noah Naujoks, est notamment formé par le Feyenoord Rotterdam. Le 22 juin 2020, Naujoks signe son premier contrat professionnel avec le Feyenoord, le liant au club jusqu'en juin 2023.
En juillet 2021, Naujoks est intégré à l'équipe première du Feyenoord, durant la préparation d'avant-saison.
Noah Naujoks joue son premier match en professionnel avec ce club, le 7 août 2022, lors de la première journée de la saison 2022-2023 d'Eredivisie contre le Vitesse Arnhem. Il entre en jeu et son équipe s'impose par cinq buts à deux.
Il est sacré Champion des Pays-Bas lors de la saison 2022-2023.
Le 30 janvier 2023, lors du mercato hivernal, Noah Naujoks rejoint l'Excelsior Rotterdam. Il signe un contrat de deux ans et demi, soit jusqu'en juin 2025.

## Palmarès
Feyenoord Rotterdam
- Championnat des Pays-Bas (1) :
  - Champion : 2022-23.